# 骆玉林
骆玉林（1958年8月—），男，河南新野人。中华人民共和国政治人物。中共中央党校函授学院经济管理专业毕业，湖南财经学院（现并入湖南大学）信息统计系金融学专业在职研究生学历。

## 生平
1976年9月参加工作，为青海省祁连县八宝乡知青。

### 青海
历任祁连县磷肥厂出纳，祁连县革委会通讯员，祁连县财政科会计，祁连县财政局副局长、局长。1984年9月加入中国共产党。
1990年7月，调任青海省海北藏族自治州财政局副局长；1993年2月任局长。1994年8月，任青海省财政厅工交企业处处长。
1996年6月，任青海省国有资产管理局局长。2000年4月，任青海省财政厅副厅长。2000年5月，任青海省经济贸易委员会主任、党委书记。2001年5月，兼任中共青海省委企业工作委员会副书记。2004年3月，兼任青海省国资委副主任、党委副书记。
2004年9月，任青海省人民政府副省长、青海省人民政府党组成员，青海省经济贸易委员会主任、党委书记，兼青海省国资委副主任、党委副书记。2005年5月，兼中共西宁市委副书记、西宁市人民政府市长。2007年1月，兼西宁市（国家级）经济技术开发区工委书记、管委会主任。2008年5月，兼任青海省政府国资委主任、党委书记。2009年4月，不再兼任青海省政府国资委主任、党委书记。2010年9月，任中共青海省委常委，青海省人民政府副省长、省政府党组成员，青海省政府国资委主任、党委书记，兼西宁市（国家级）经济技术开发区、柴达木循环经济试验区、海东工业园区管委会主任。2013年5月，兼任青海省人民政府党组副书记。

### 国资委
2015年12月，任国有重点大型企业监事会主席。
2018年9月，任国务院国资委副部长级干部。

### 落马
2023年5月，骆玉林涉嫌严重违纪违法接受中央纪委国家监委纪律审查和监察调查。11月，被开除党籍、取消其享受的待遇。12月，被逮捕。
2024年6月，因涉嫌受贿、内幕交易被山东省青岛市人民检察院提起公诉。
2024年11月1日，山东省青岛市中级人民法院一审公开开庭审理了国务院国有资产监督管理委员会原副部长级干部骆玉林受贿、内幕交易一案，青岛市人民检察院指控其于1997年至2023年，被告人骆玉林先后利用担任青海省国有资产管理局局长，原青海省经济贸易委员会党委书记、主任，原青海省经济委员会党组书记、主任，青海省人民政府党组成员、副省长，青海省委常委，青海省人民政府党组副书记，国务院国有重点大型企业监事会主席，国务院国有资产监督管理委员会副部长级干部等职务上的便利以及职权、地位形成的便利条件，为有关单位和个人在企业经营、项目承揽、职务调整等事项上提供帮助，非法收受他人财物共计折合人民币2.2亿余元。2013年至2014年，骆玉林作为内幕信息的知情人，在涉及对证券交易价格有重大影响的信息尚未公开前，明示他人从事相关交易活动，情节特别严重。2025年7月14日，山东省青岛市中级人民法院一审判处骆玉林死刑，缓期二年执行，剥夺政治权利终身，并处没收个人全部财产，在其死刑缓期执行二年期满依法减为无期徒刑后，终身监禁，不得减刑、假释。